# Rolf Italiaander
Rolf Italiaander (nacido el 20 de febrero de 1913 en Leipzig y fallecido el 3 de septiembre de 1991 en Hamburgo) fue un escritor, traductor, coleccionista de arte, viajero investigador, etnógrafo y escritor alemán de libros para niños y jóvenes.

## Vida
Rolf Italiaander de familia neerlandesa nació en Leipzig, y desde temprana edad desarrolló gran interés por la literatura y la aviación. En 1928, a la edad de 15 años, aprendió a volar y describió sus experiencias en un primer libro para jóvenes (Cómo aprendí a volar, 1931). Como estudiante de 19 años, realizó un recorrido en bicicleta por el norte de África, lo que lo puso en contacto con la población y la cultura africanas a temprana edad. Así nació su amor de por vida por África y fue la base de numerosos viajes de investigación. Italiaander hizo varias giras de conferencias por Alemania, informando sobre sus expediciones.
Para salvarse él y su familia de tener dificultades con el régimen, y por consejo del general de aviación Ernst Udet, durante el Tercer Reich, realizó trabajos sobre aviación como un libro sobre Manfred Freiherr von Richthofen (1938), el mejor piloto alemán de combate de la Primera Guerra Mundial y otros héroes aliados de Alemania. Y otro libro sobre la Primera Guerra Mundial, en  1939. Más tarde, tales libros fueron parcialmente prohibidos y eliminados por el régimen. Sin embargo, libros como El joven Nettelbeck de 1938 y Götz von Berlichingen fueron calificados como nacionalistas después de la guerra, aunque no cumplían con las normas del nacionalsocialismo. Según información registrada en los ministerios y archivos de la Gestapo, la amistad de Italiaander con opositores al régimen nazi como Albrecht Haushofer, Ulrich von Hassell y Carl Friedrich Goerdeler, entre otros, contribuyeron a considerarlo inaceptable para los nazis. La posterior ocupación de los Países Bajos, el país de origen de su familia, resultó en nuevas amenazas, arrestos y deportaciones de parientes suyos.
Después de la guerra, Italiaander se radicó en Hamburgo, donde fundó la Freie Akademie der Künste en Hamburgo con Hans Henny Jahnn y otros artistas. En 1968, veinte años después, tuvo que renunciar a la secretaría general, a raíz de que el periodista Horst-Dieter Ebert lo acusó de haber sido un «estudiante del fascismo ». En 1948 publicó junto con Ludwig Benninghoff, Y dejó volar una paloma, un almanaque para el arte y la poesía. Italiaander creó el Primer Teatro de Lectura de Hamburgo en 1950, y fundó la Asociación de Traductores de Obras Literarias y Científicas al alemán en 1954, entidad de la que fue nombrado «Presidente de Honor» en 1962. Su gran interés en África también se demostró en su compromiso con el redescubrimiento y la rehabilitación del investigador de Hamburgo, Heinrich Barth, que casi había caído en el total olvido en Alemania.
La experiencia del escritor, etnólogo, coleccionista de arte, fundador de museos y conferencista en universidades de muchos países también fue valorada por el gobierno federal alemán, lo que se hizo evidente en 1984 cuando se le otorgó la la Cruz Federal al Mérito de Primera Clase. Italiaander era visto como un «aventurero del espíritu contra todas las convenciones» (Hanns Theodor Flemming); él se veía a sí mismo como un «polihistoriador en la era de los especialistas».

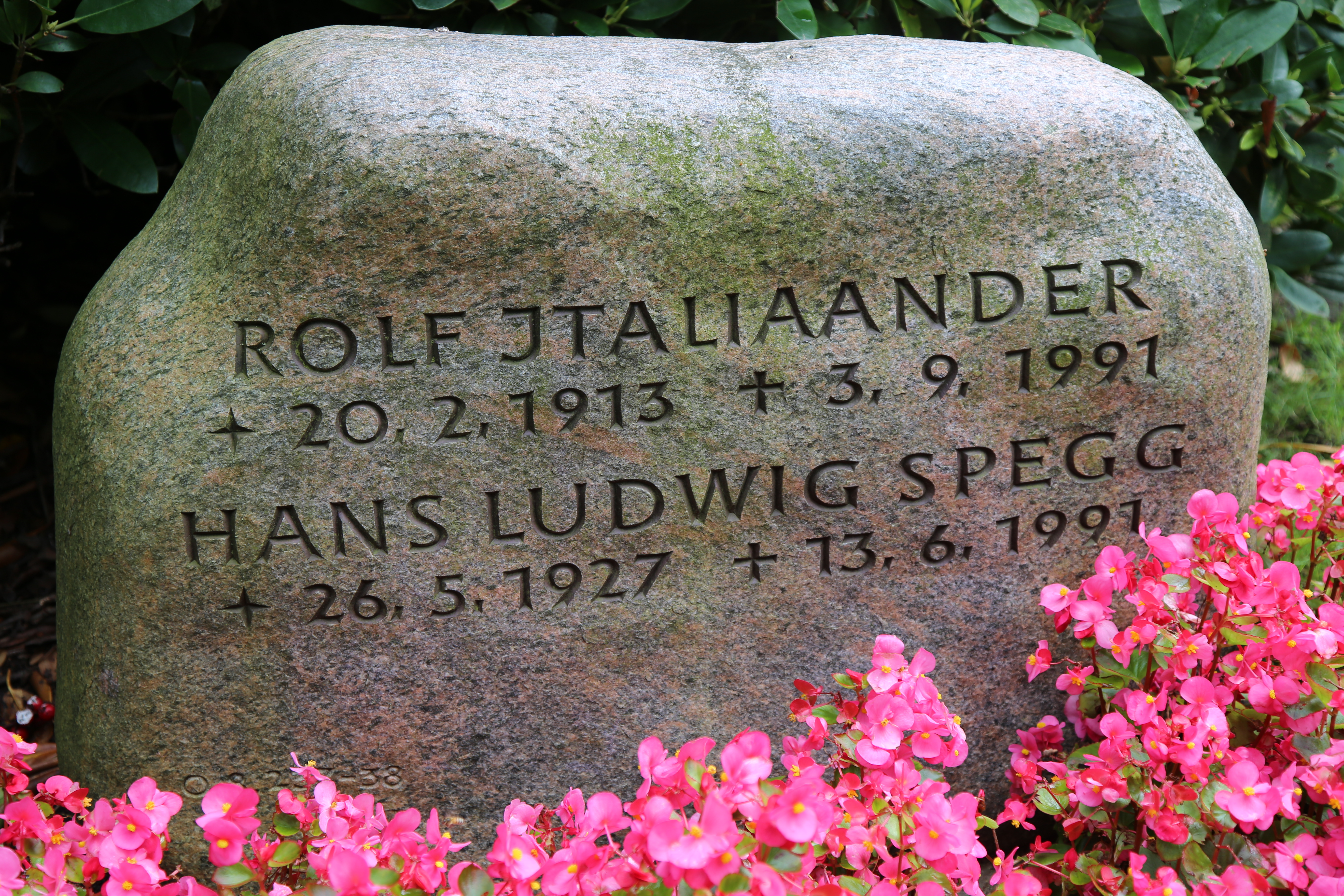
Lápida de Rolf Italiaander y su compañero sentimental, Hans Ludwig Spegg

El titular de su obituario correspondía al ideal de Italiaander: «¡Millones de abrazos! Este beso es para todo el mundo». Rolf Italiaander fue sepultado en el cementerio de Ohlsdorf.

## Museo Rade
Para darle a su colección de arte un lugar permanente, Rolf Italiaander fundó el Museo Rade en el parque natural de Oberalster en 1970 en una antigua granja en las afueras de Hamburgo, que había comprado junto con su compañero sentimental de toda la vida, Hans Ludwig Spegg. Este museo también sirvió para la promoción de talentos artísticos, con el acompañamiento de artistas de renombre que apoyaron el proyecto.

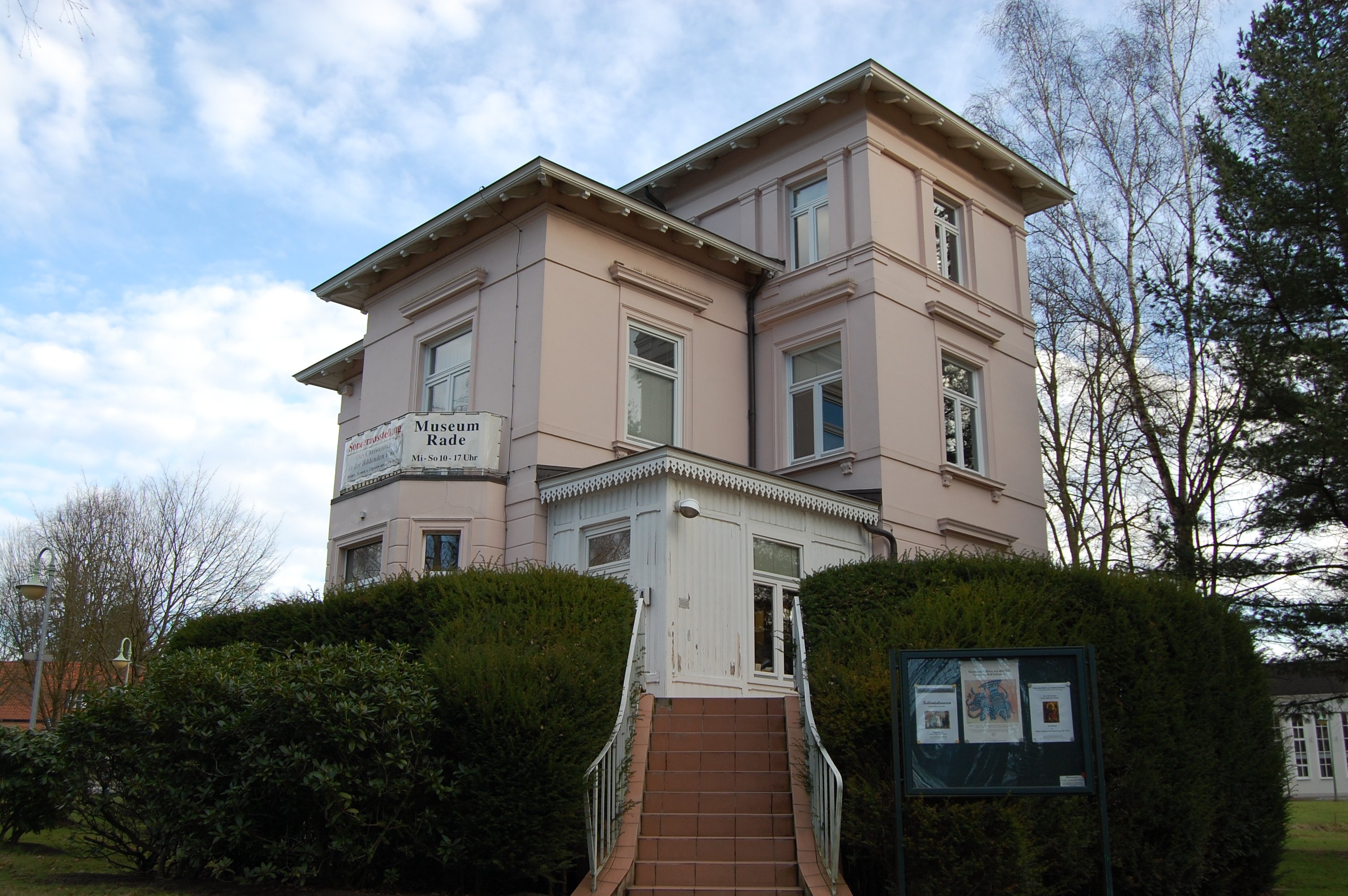
Museo Rade en Reibeck

En 1987, el museo fue trasladado a una villa de estilo Wilhelminiano en Reinbek, pero el nombre original se conservó. Tras la muerte de Italiaander el museo ha sido gestionado por la Fundación Rolf Italiaander-Hans Spegg.
De acuerdo con una decisión del 16 de abril de 1997, la administración municipal de Leipzig, le dio a una calle el nombre de «Rolf Italiaander», en memoria del artista nacido en dicha ciudad.

## Obras

### Escritos políticos y etnográficos
- Juventud frente a la vida, 1933
- Wolf Hirth cuenta, 1935
- Deslizándose alrededor del mundo, 1936
- Manfred Freiherr von Richthofen, el mejor piloto de combate de la gran guerra, 1938
- Joachim Nettelbeck. Los primeros 25 años de la vida del gran marino, 1938 (con prólogo de Bogislav von Selchow)
- Götz von Berlichingen, 1939
- Banzai!, 1939
- Tres aviadores alemanes. Elly Beinhorn, Thea Rasche, Hanna Reitsch, 1940
- Pionero de la validez aérea alemana. Nueve cuadros de la vida, 1941
- Italo Balbo, 1942
- El derecho a ti mismo (primera obra de posguerra sobre la homosexualidad), 1951
- Tierra de contrastes, 1953
- ¿Cuándo te vas, hombre blanco? 1954
- En el país de Albert Schweitzer, 1954
- El continente inquieto, 1958
- Sabiduría negra, 1958
- Congo: cuadros y versos, 1959
- Los nuevos hombres de África, 1960
- Piel negra con mango rojo, 1962
- Los nuevos hombres de Asia, 1963
- Los pacificadores: Tres negros recibieron el Premio Nobel de la Paz. (Ralph Bunche, Martin Luther King, Albert John Luthuli), 1965
- Conflictos raciales en el mundo, 1966
- Heinrich Barth - En la silla de montar a través de África del Norte y Central. Viajes y descubrimientos en los años 1849-1855
- Wiesbaden, 1967 (con una biografía del explorador africano)
- Paz en el mundo, pero ¿cómo ?, 1967
- Decisión de vida para Israel, 1967
- Ni enfermedad ni crimen. Una súplica por una minoría, 1968
- Terra dolorosa - Cambio en América Latina, 1969
- Albania - Puesto avanzado de China en Europa, 1970
- Busca y persigue la paz, 1970
- Heinrich Barth - Desbloqueó una parte del mundo para nosotros. Cartas y dibujos desconocidos del gran explorador africano. Bad Kreuznach 1970
- Judíos en América Latina, Tel Aviv 1971
- Los nuevos maestros del viejo mundo, 1972
- Hot Land Niugini - Contribuciones a los cambios en Papua Nueva Guinea, 1974
- Hugo Eckener - World Airship Show, Husum-Verlag, 1980 ISBN 3-88042-110-2
- Mi álbum de fotos africano, Brigg Verlag, Augsburg 1981, ISBN 3-87101-163-0
- Experimentamos el fin de la República de Weimar: Informe de contemporáneos, Droste, Düsseldorf 1982, ISBN 3-7700-0609-7 (con una contribución de Rolf Italiaander: "Cómo el nuestro podría ser culturalmente activo", págs. 225– 234)
- Intercambio de ideas: historia cultural experimentada en certificados de 6 décadas. Editado por Harald Kohtz. Droste, Düsseldorf 1988, ISBN 3-7700-0754-9

### Libros infantiles y juveniles
- ¡Hola chicos! Construcción de aviones modelo, 1932
- Hermanos Lenz en una gira típica. Una historia de dos niños, 1933.
- Gitanos del río. Dos niños, un bote plegable, una balsa, 1934
- Zorros del desierto. La historia de un niño del norte de África, 1934
- Mi bicicleta y yo, 1935 (1941)
- En el signo del elefante blanco. El destino de un niño de nuestro tiempo, 1936
- En bicicleta por el norte de África. Experiencias a los diecinueve años, 1938
- El caballo milagroso. Un cuento de hadas, 1947.
- Hans y Jean. Jovencitos romanos de su época, 1951
- Cielo sin fronteras. Cuentos de aviador, 1952
- La redada en la escuela del Sahara. Una novela para jóvenes, 1953.
- El blanco Oganga. Albert Schweitzer. Una historia de África ecuatorial, 1954
- Mubange, el niño de la selva, 1957
- Bingo y Bongo del Congo, 1967
- Kiri, espíritus del Pacífico Sur. Historias fantásticas, 1975
- Kalle y el lustrabotas, 1980

### Otras obras del autor
- De las pezuñas al museo. Museo Rade en el parque natural de Oberalster, Tangstedt 1973
- Diviértete con Freud. Domingo pintores y pintores ingenuos. Talentos y celebridades desconocidos, Hamburgo 1974
- Arte ingenuo y folklore. Edición Museo Rade en el parque natural de Oberalster, Tangstedt 1977
- Coleccionista de arte, gente feliz. Experiencias con artistas, cuadros, esculturas en todo el mundo, Düsseldorf 1985

## Libros acerca de sobre Rolf Italiaander
- Paul G [eorg] Fried (ed.): El mundo de Rolf Italiaander. Cristianos, Hamburgo 1973
- Regina Kirchhof: Rolf Italiaander. Bibliografía complementaria 1977-1983. En: lo mismo: Rolf Italiaander. Cristianos, Hamburgo 1983 ISBN 3-7672-0490-8
- Regina Kirchhof: Bibliografía complementaria Rolf Italiaander. 1977-1991. Bautz, Herzberg 1997.
- Diccionario literario Killy. Volumen 6: Huh - Kräf. Autores y obras del área cultural de habla alemana. Walter de Gruyter, Berlín 2009, págs. 62–63.